# 563 (số)
563 (năm trăm sáu mươi ba)(số La Mã: DLXIII)là một số tự nhiên ngay sau số 562 và ngay trước số 564.

## Trong toán học
- 563 là một số nguyên tố[1]